# José Omar Verdún
José Omar Verdún Araújo (Montevideo, Uruguay; 12 de abril de 1945-Cúcuta, Colombia; 12 de julio de 2018), también conocido como Totogol, fue un futbolista y entrenador uruguayo con ascendencia francesa por parte de su padre y española por parte de su madre, nacionalizado colombiano. Catalogado como uno de los mejores futbolistas extranjeros que han jugado en el fútbol colombiano.

## Trayectoria

### Como jugador
José Omar Verdún Araújo De ascendencia francesa y española nació en Uruguay y desde muy chico destacó por su gran habilidad con el balón siendo un goleador de raza. Con apenas 13 años Peñarol lo lleva a prueba donde siendo un jugador destacado en las categorías menores es cedido para jugar con el Club Olimpia de Paraguay donde debutaría profesionalmente a los 14 años, luego tuvo un paso fugaz por el fútbol Argentino. En 1960 regresó a Peñarol donde ya juega para el equipo profesional.
En 1962, con apenas 17 años, es recomendado por Juan Eduardo Hohberg para jugar en el Cúcuta Deportivo de Colombia donde se convirtió en el goleador histórico del club además de ser el jugador con más partidos disputados con la casaca del 'doblemente glorioso'. En el país cafetero también militó en el DIM, Atlético Bucaramanga y Real Cartagena donde retiraría del fútbol profesional en el año 1971.
Desde 1962 hasta su fallecimiento en 2018 vivió en Colombia.

### Estadísticas como jugador
Nota: Solo se tienen en cuenta estadísticas en Colombia ya que no se encuentran registros de estadísticas de su paso por Uruguay, Argentina y Paraguay. Según palabras de José Omar anotó 230 goles en los trece años que estuvo jugando profesionalmente.
| Equipo               | Partidos | Goles | Promedio |
| -------------------- | -------- | ----- | -------- |
| Cúcuta Deportivo     | 323      | 169   | 0,52     |
| DIM                  | 4        | 0     | 0,00     |
| Atlético Bucaramanga | 22       | 8     | 0,36     |
| Real Cartagena       | 33       | 7     | 0,21     |
| Total                | 382      | 184   | 0,48     |

### Como entrenador
Paralelamente a su etapa como jugador fue DT en el Atlético Bucaramanga en 1970 y Real Cartagena en 1971.
Ya colgados los botines definitivamente en 1972 y 1973 dirigió al Atlético Bucaramanga. Para 1974 dirige por última vez en su amado Cúcuta Deportivo.

## Clubes

### Como jugador
| Club                   | País     | Año       |
| ---------------------- | -------- | --------- |
| Peñarol                | Uruguay  | 1958      |
| Club Olimpia           | Paraguay | 1959      |
| Peñarol                | Uruguay  | 1960-1962 |
| Cúcuta Deportivo       | Colombia | 1962-1968 |
| Independiente Medellín | Colombia | 1968      |
| Cúcuta Deportivo       | Colombia | 1969      |
| Atlético Bucaramanga   | Colombia | 1970      |
| Real Cartagena         | Colombia | 1971      |

### Como entrenador
| Club                 | País     | Año       |
| -------------------- | -------- | --------- |
| Atlético Bucaramanga | Colombia | 1970      |
| Real Cartagena       | Colombia | 1971      |
| Atlético Bucaramanga | Colombia | 1972-1973 |
| Cúcuta Deportivo     | Colombia | 1974      |